# Estádio Diego Armando Maradona (Itália)
O Estádio Diego Armando Maradona é um estádio multi-uso localizado na cidade de Nápoles, Sul da Itália. Anteriormente denominado Stadio San Paolo (em português: Estádio São Paulo), é a casa do time do Napoli.
O Estádio foi inaugurado em 6 de dezembro de 1959 com a vitória do Napoli sobre a Juventus por 2 a 1, em partida válida pelo Campeonato Italiano. Porém a inauguração oficial aconteceu no dia 6 de janeiro de 1960, com a vitória da Seleção Italiana por 3 a 0 sobre a Seleção Suiça, em partida válida pela Coppa Internazionale.
Atualmente a capacidade do estádio é de 54 726 torcedores, sendo o terceiro maior estádio da Itália, atrás apenas do San Siro e do Olímpico de Roma.
Ao longo dos anos o estádio sofreu amplas reformas para a Eurocopa de 1988, quando recebeu a decisão do 3º lugar entre Itália e Tchecoslováquia, com vitória tcheca nos pênaltis por 9 a 8, após empate em 1 a 1 e para a Copa do Mundo de 1990, quando recebeu a semi-final entre Itália e Argentina, com vitória argentina nos pênaltis por 4 a 3, após outro empate em 1 a 1.
Na temporada 2005/2006, o estádio recebeu a 3ª melhor média de público de todas as divisões do Campeonato Italiano de Futebol, com 51.000 torcedores por jogo do  SSC Napoli na Série C (média inferior apenas a de AC Milan e Internazionale), que subiu para a Série B na Temporada 2006/2007.
Recebeu uma partida das Eliminatórias da Eurocopa de 2008 entre Itália e Lituânia, com empate em 1 a 1, além da possibilidade de receber outros confrontos.
Em dezembro de 2020, foi oficializado a troca do nome do Estádio que deixou de ser San Paolo e passou a se chamar Estádio Diego Armando Maradona, em homenagem ao desportista que faleceu em novembro daquele ano.